# Microserica agraria
Microserica agraria är en skalbaggsart som beskrevs av Brenske 1898. Microserica agraria ingår i släktet Microserica och familjen Melolonthidae. Inga underarter finns listade i Catalogue of Life.